# Alang Alang (Tirtayasa)
Alang Alang is een bestuurslaag in het regentschap Serang van de provincie Banten, Indonesië. Alang Alang telt 2444 inwoners (volkstelling 2010).